# Euclasta splendidalis
Euclasta splendidalis is een vlinder van de familie van de grasmotten (Crambidae). De wetenschappelijke naam van deze soort is voor het eerst voorgesteld als Botys splendidalis door Herrich-Schäffer in een publicatie uit 1848.

## Verspreiding
De soort komt voor in Europees Rusland, Oekraïne, Italië, Kroatië, Roemenië, Montenegro, Albanië, Noord-Macedonië, Bulgarije, Griekenland, Cyprus, Turkije, Syrië, Israël, Azerbeidzjan, Iran en Turkmenistan.

## Waardplanten
De rups leeft op Periploca graeca (Apocynaceae).